# Нитинська сільська рада
Нитинська сільська рада — колишня адміністративно-територіальна одиниця та орган місцевого самоврядування у Ємільчинському районі Коростенської і Волинської округ, Київської та Житомирської областей Української РСР з адміністративним центром у селі Нитине.

## Населені пункти
Сільській раді на час ліквідації були підпорядковані населені пункти:
- с. Нитине

## Населення
Кількість населення ради, станом на 1931 рік, становила 523 особи.

## Історія та адміністративний устрій
Створена 25 січня 1926 року, як російська національна сільська рада, в слободі Нитино (Нитине) Медведівської сільської ради Емільчинського (згодом — Ємільчинський) району Коростенської округи. 10 березня 1926 року, відповідно до наказу Коростенського ОВК № 40 «Про внесення декотрих змін в низове районування», до складу ради передано хутір Дубрівка (Дуброви) Середівської сільської ради Ємільчинського району. На 1 жовтня 1941 року х. Дубрівка не значився на обліку населених пунктів.
Станом на 1 вересня 1946 року сільська рада входила до складу Ємільчинського Житомирської області, на обліку в раді перебувало с. Нитине.
Ліквідована 11 серпня 1954 року, відповідно до указу Президії Верховної ради Української РСР «Про укрупнення сільських рад по Житомирській області», територію ради та с. Нитине приєднано до складу Підлубівської сільської ради Ємільчинського Житомирської області.